# Джи Ем Ем Грами
Джи Ем Ем Грами (на тайски: จีเอ็มเอ็ม แกรมมี่, на английски: GMM Grammy) е най-голямата компания за развлечения и медии в Тайланд, която е основана през 1983 г. Компанията е със седалище в Банкок.